# Akcent (groupe roumain)
Pour les articles homonymes, voir Akcent.
Akcent est un groupe roumain de pop et dance, formé en 1999 et connu au niveau international depuis son titre Kylie sorti en 2005.

## Histoire

### Du duo auboys band(1999–2005)
Une première mouture d'Akcent est créée en 1999 par Adrian Claudiu Sână, DJ de 22 ans à Radio contact (devenue Kiss FM), et la chanteuse Ramona Barta. Ils sortent ensemble un album électro-pop nommé Senzatzia (Sensation) dont est issu l'un des tubes de l'été 2000 en Roumanie, Ultima Vara (L'été dernier).
Le groupe est ensuite largement remanié en 2000 pour devenir un boys band, à la suite du départ de Ramona Barta et de l'arrivée de trois jeunes hommes : Sorin Brotnei, Mihai Gruia et Marius Nedelcu. Leur premier album In culori (En couleur) est certifié disque d'or trois semaines après sa sortie, puis disque de platine. De retour en 2003, Akcent sort 100 BPM, un album toujours très romantique, dont sont issues les chansons à succès Buchet de trandafiri (Bouquet de roses) et Suflet pereche (Âme sœur). En 2004, le changement de style est radical puisque le groupe quitte son image de boy-band : naît alors Poveste de viață (L'histoire d'une vie), un disque à l'ambiance sombre et rebelle.

### Reconnaissance internationale (2005–2008)
La musique d'Akcent traverse les frontières de la Roumanie grâce à l'album French Kiss With Kylie, réalisé avec le DJ italien Gigi D'Agostino et sorti en 2005. Le hit Kylie est en bonne place dans la plupart des charts européens (il entre directement en 21e position du Top 50 français le 24 octobre 2005).
Fort de son succès, le groupe compile ses meilleurs titres dans l'album Primul Capitol (Premier chapitre) et effectue en 2006 une première tournée internationale, au cours de laquelle il se produit entre autres au Festival roumain de New-York et sur le plateau du Hit Machine de M6,. La même année, le hit Jokero concourt pour la sélection roumaine à l'Eurovision 2006 mais termine second derrière Tornerò de Mihai Trăistariu.
En 2007 sort l'album King of Disco qui exploite, particulièrement dans la chanson éponyme, le courant disco-pop remis au goût du jour par Madonna et son Confessions on a Dance Floor : le groupe rend d'ailleurs hommage à la reine du disco en utilisant son image et certaines paroles du titre Hung Up.

### Akcent à trois (2008–2013)
Le succès fait éclater Akcent en 2008, lorsque le chanteur Marius Nedelcu choisit de quitter le quatuor pour entamer une carrière solo. Corneliu Ulici, de l'ancien boy band Bliss, rejoint alors Akcent avant de reprendre sa liberté neuf mois plus tard pour se consacrer à ses études. En 2009 sort l'album Fără lacrimi (Sans larmes), sous le nom True Believers pour l'international : les chansons Stay with me et That's My Name, à la composition desquelles participe le DJ roumain Edward Maya, surfent sur la vague house roumaine qui envahit alors la planète, la plus remarquable représentante de cette tendance étant la chanteuse Inna.
Mais en 2010, les membres d'Akcent rompent leur collaboration avec Edward Maya qu'ils accusent de s'approprier leur succès et d'avoir volé la bande son de That's My Name pour son propre titre Stereo Love. Dès lors, les chansons sont composées et interprétées en grande partie par Adrian Sână seul, lequel débute aussi une carrière solo parallèlement au groupe (sous le pseudonyme d'Adrian Sina). Les hits Love Stoned, My Passion et I'm Sorry participent au succès d'Akcent, dont l'audience est de plus en plus importante dans les pays arabes et le sous-continent indien. Avec le single Chimie intre noi (Alchimie entre nous) sorti à l'été 2012, le groupe renoue avec la langue roumaine.

### Akcent solo (depuis 2013)
En septembre 2013, le trio éclate et Adrian Sână continue seul l'aventure Akcent, reprenant à son compte le nom du groupe. Il sort alors les titres Nu ma tem de ea (Je n'ai pas peur d'elle), Boracay et Lacrimi curg (Des larmes coulent) et se rapproche de nouveau d'Edward Maya et de Marius Nedelcu, avec lequel il signe Te joci cu mintea mea (Tu joues avec mon esprit) pour la chanteuse Sandra N.
Fin mars 2014, Akcent révèle son extended play Around the world composé de six nouveaux titres.

## Récompenses
- Groupe de l'année 2002 (« Trupa Bravo ») élu par l'édition roumaine du magazine Bravo ;
- Lauréat du Festival national de musique pop de Mamaia 2003 avec Buchet de trandafiri[1] ;
- MTV Romania Music Award 2006 du meilleur groupe ;
- Romanian Music Award 2009 de la meilleure chanson pour Stay With Me ;
- Balkan Music Awards 2010 de la meilleure chanson roumaine (pour That's My Name) et du meilleur groupe.

## Discographie

### Singles
| Année | Titre                 | Meilleure position | Meilleure position | Meilleure position | Meilleure position | Meilleure position | Meilleure position | Meilleure position | Meilleure position | Meilleure position | Album            |
| Année | Titre                 | Roumanie           | Bulgarie           | Finlande           | France             | Allemagne          | Pays-Bas           | Russie             | Suède              | Europe             | Album            |
| ----- | --------------------- | ------------------ | ------------------ | ------------------ | ------------------ | ------------------ | ------------------ | ------------------ | ------------------ | ------------------ | ---------------- |
| 2002  | Ți-am promis          | 2                  | —                  | —                  | —                  | —                  | —                  | —                  | —                  | —                  | În culori        |
| 2002  | Prima iubire          | 2                  | —                  | —                  | —                  | —                  | —                  | —                  | —                  | —                  | În culori        |
| 2002  | În culori             | —                  | —                  | —                  | —                  | —                  | —                  | —                  | —                  | —                  | În culori        |
| 2003  | Buchet de trandafiri  | 5                  | —                  | —                  | —                  | —                  | —                  | —                  | —                  | —                  | 100 bpm          |
| 2003  | Suflet pereche        | —                  | —                  | —                  | —                  | —                  | —                  | —                  | —                  | —                  | 100 bpm          |
| 2004  | Poveste de viață      | 10                 | —                  | —                  | —                  | —                  | —                  | —                  | —                  | —                  | Poveste de viață |
| 2004  | Spune-mi hey baby     | —                  | —                  | —                  | —                  | —                  | —                  | —                  | —                  | —                  | Poveste de viață |
| 2005  | Dragoste de închiriat | 2                  | —                  | —                  | —                  | —                  | —                  | —                  | —                  | —                  | S.O.S.           |
| 2006  | Kylie                 | —                  | —                  | 8                  | 21                 | 91                 | 4                  | —                  | 18                 | 85                 | Primul capitol   |
| 2006  | JoKero                | 1                  | —                  | —                  | —                  | —                  | 27                 | 6                  | 7                  | —                  | Primul capitol   |
| 2006  | French Kiss           | 9                  | —                  | —                  | —                  | —                  | —                  | —                  | —                  | —                  | Primul capitol   |
| 2007  | King of Disco         | 7                  | —                  | —                  | —                  | —                  | —                  | —                  | —                  | 153                | King of Disco    |
| 2007  | Let's Talk About It   | 52                 | —                  | —                  | —                  | —                  | —                  | —                  | —                  | —                  | King of Disco    |
| 2008  | Umbrela ta            | —                  | —                  | —                  | —                  | —                  | —                  | —                  | —                  | —                  | Fără lacrimi     |
| 2009  | Stay With Me          | 1                  | 9                  | —                  | —                  | —                  | —                  | 7                  | —                  | 79                 | Fără lacrimi     |
| 2009  | That's My Name        | 4                  | 12                 | —                  | —                  | —                  | —                  | —                  | —                  | 133                | Fără lacrimi     |
| 2009  | Too Late To Cry       | —                  | —                  | —                  | —                  | —                  | —                  | 72                 | —                  | —                  | —                |
| 2010  | Love Stoned           | 32                 | —                  | —                  | —                  | —                  | —                  | —                  | —                  | —                  | —                |
| 2010  | My Passion            | 2                  | —                  | —                  | —                  | —                  | —                  | —                  | —                  | —                  |                  |
| 2011  | Feelings On Fire      | —                  | —                  | —                  | —                  | —                  | —                  | —                  | —                  | —                  |                  |
| 2012  | I'm Sorry             | —                  | —                  | —                  | —                  | —                  | —                  | —                  | —                  | —                  |                  |
| 2012  | Chimie intre noi      | —                  | —                  | —                  | —                  | —                  | —                  | —                  | —                  | —                  |                  |